# Quận Camden, North Carolina
Quận Camden là một quận nằm ở bang Bắc Carolina.  Tại thời điểm năm 2000, quận có dân số 6.885 người. Quận lỵ đóng ở Camden6.

## Địa lý
Theo Cục điều tra dân số Hoa Kỳ, quận có tổng diện tích 306 dặm Anh vuông (792 km²), trong đó, 241 dặm Anh vuông (623 km²) là diện tích đất và 65 dặm Anh vuông (168 km²) trong tổng diện tích (21,27%) là diện tích mặt nước.

### Các thị trấn
Quận được chia thành ba thị trấn: Courthouse, Shiloh, và South Mills.

### Quận giáp ranh
- Quận Chesapeake, Virginia - Bắc
- Quận Currituck, Bắc Carolina - Đông bắc
- Quận Tyrrell, Bắc Carolina - Nam-tây nam (qua Albemarle Sound)
- Quận Pasquotank, Bắc Carolina - Tây nam
- Quận Gates, Bắc Carolina - Tây bắc
- Quận Suffolk, Virginia - Bắc-tây bắc

## Thông tin nhân khẩu
Theo cuộc điều tra dân số2 tiến hành năm 2000, quận này có dân số 6.885 người, 2.662 hộ, và 2.023 gia đình sinh sống trong quận này. Mật độ dân số là 29 người trên mỗi dặm Anh vuông (11/km²). Đã có 2.973 đơn vị nhà ở với một mật độ bình quân là 12/sq mi (5/km²).  Cơ cấu chủng tộc của dân cư sinh sống tại quận này gồm 80,62% người da trắng, 17,27% người da đen hoặc người Mỹ gốc Phi, 0,42% người thổ dân châu Mỹ, 0,57% người gốc châu Á, 0,03% người các đảo Thái Bình Dương, 0,13% từ các chủng tộc khác, và 0,96% từ hai hay nhiều chủng tộc.  0,71% dân số là người Hispanic hoặc người Latin thuộc bất cứ chủng tộc nào.
Có 2,662 hộ trong đó có 31,60% có con cái dưới tuổi 18 sống chung với họ, 62,20% là những cặp kết hôn sinh sống với nhau, 9,40% có một chủ hộ là nữ không có chồng sống cùng, và 24,00% là không gia đình. 20,70% trong tất cả các hộ gồm các cá nhân và 9,50% có người sinh sống một mình và có độ tuổi 65 tuổi hay già hơn.  Quy mô trung bình của hộ là 2,58 còn quy mô trung bình của gia đình là 2,97,
Phân bố độ tuổi của cư dân sinh sống trong huyện là 24,50% dưới độ tuổi 18, 6,30% từ 18 đến 24, 30,50% từ 25 đến 44, 25,20% từ 45 đến 64, và 13,60% người có độ tuổi 65 tuổi hay già hơn.  Độ tuổi trung bình là 39 tuổi. Cứ mỗi 100 nữ giới thì có 98,40 nam giới. Cứ mỗi 100 nữ giới có độ tuổi 18 và lớn hơn thì, có 96,90 nam giới.
Thu nhập bình quân của một hộ ở quận này là $39.493, và thu nhập bình quân của một gia đình ở quận này là $45.387, Nam giới có thu nhập bình quân $36.274 so với mức thu nhập $24.875 đối với nữ giới. Thu nhập bình quân đầu người của quận là $18.681.

## Các thành phố và thị xã
- Camden
- Elizabeth City
- Shiloh
- South Mills